# Gizay

Gizay este o comună în departamentul Vienne, Franța. În 2009 avea o populație de 375 de locuitori.